# Szűz Mária, az Isteni Gondviselés Anyja-templom (Pilisszentiván)
A Szűz Mária, az Isteni Gondviselés Anyja-templom a Pest vármegyei Pilisszentiván egyetlen római katolikus temploma. Tervezője Nöpauer Máté, a magyarországi késő barokk építészet egyik jelentős templomépítésze volt, mai formáját az épület az 1914-es átalalakítással nyerte el. Belső festése viszonylag dísztelen; két nagy méretű festményét Feszty Masa festőművész alkotta 1950-ben.

## Története

### Építésének előzményei

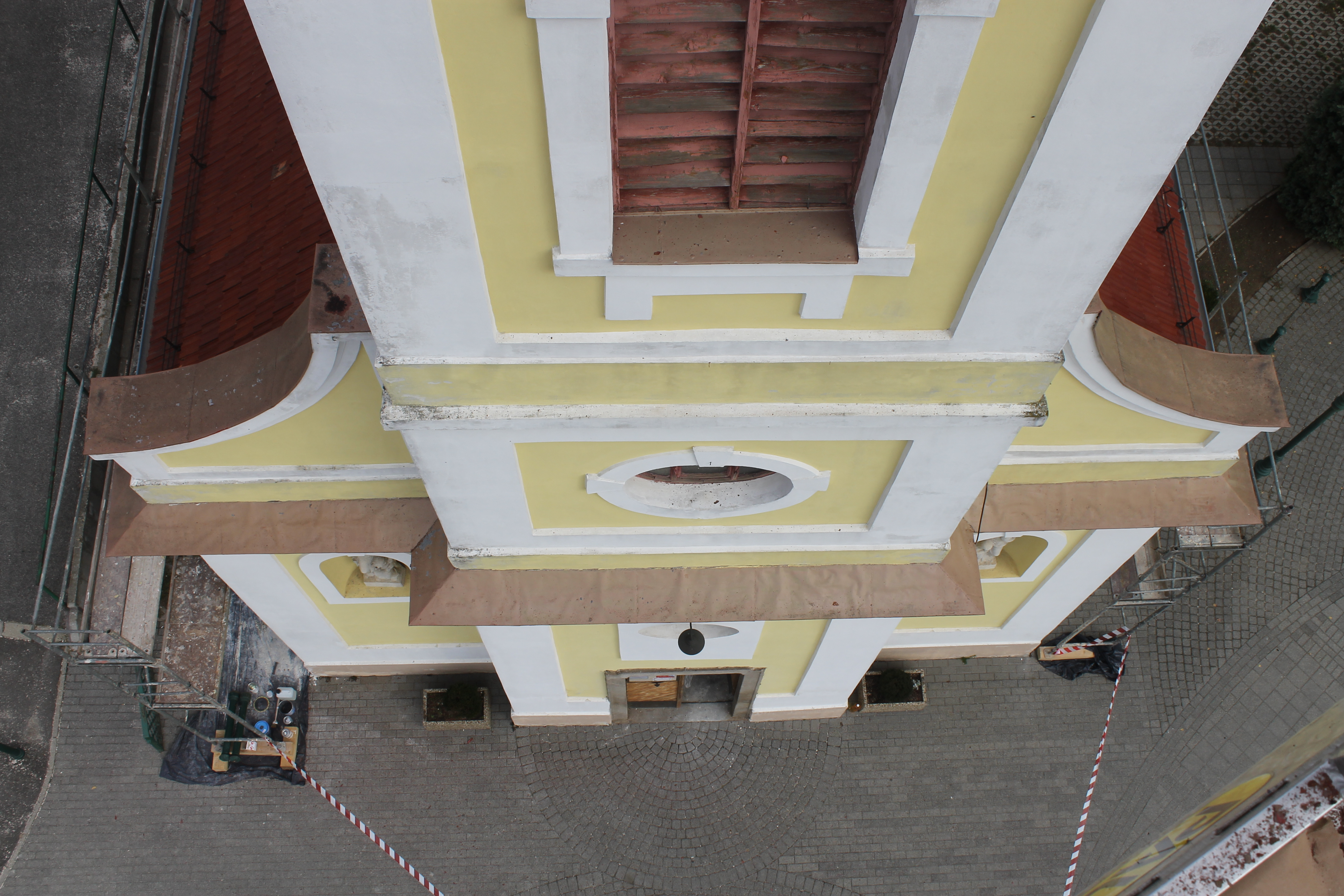
A homlokzat érdekes felülnézetből

Pilisszentiván területéről néhány írott forrás már a 17. századból említ egy régi templomot, melynek helye a mai napig ismeretlen, sőt arról sincs biztos adat, hogy volt-e és ha igen, akkor hol volt a 18. századot megelőzően lakott település a mai község közigazgatási területén. Ettől függetlenül a hajdani templom létezését tanúsítja többek között egy óbudai lakos vallomása 1714-ből: ebben a 80 esztendős férfi azt vallotta, hogy „Szent Ivány templomromjának köveit a törökök Vörösvárra szállították, és ott építkezésre használták fel”, de vallomást tett a templom akkor még látható romjairól egy budai ágostonos atya is, 1723-ból. Ugyancsak egy egykori templom (vagy kolostor) létezését támasztja alá az az adat is, hogy az 1838-as nagy esőzések idején a Vadász-réti-patak egy 1665-ben öntött harangot sodort le a falu határába (a harang ma is megvan és a templom lélekharangjául szolgál).
A mai Pilisszentiván ismert múltja az 1724-es évig vezethető vissza, ekkor érkeztek az előzőleg gyakorlatilag néptelen területre – amely Esterházy Pál adományozása révén 1709 óta a budai ágostonosok birtokához tartozott – az első, Németországból magyar földre költöző telepesek. Az itt letelepült családok hosszú ideig nem gondolhattak templomépítésre, hiszen a megélhetéshez is kemény munkára volt szükségük, ezért ebben az időszakban az ágostonosok házi kápolnájában tartott istentiszteleteken vehettek részt. (Valahol a mai óvoda helye körül állhatott.)
1750-ben az ágostonosok pilisszentiváni birtoka Tersztyánszky József esztergomi alispánra szállt, aki elbontatta az ágostonosok kápolnáját és felszámoltatta a körülötte létesült temetőt; az új temető megnyitására 1752-ben került sor, és a temető területén három évvel később, 1755. szeptember 13-án letették egy új kápolna alapkövét. Az építkezés lassan haladt – az épület ugyan 1759-ben már állt, de az 1764-es püspöki vizitáció jegyzőkönyve szerint még mindig nem volt teljesen készen –, és a felhasznált építőanyagok silány volta miatt már 1774-ből szinte romos állapotúként említik („Ecclesiola lurida proxima ruinae”).

### A templom építése
A mai templom építése 1780-ban kezdődött meg a Nepomuki Szent Jánosról elnevezett, előző kápolna helyén, Nöpauer Máté híres budai építőmester tervei alapján. Az építkezés érdekessége, hogy sem az akkori földesúr, Majthényi Károly, sem a fehérvári püspök nem járult hozzá anyagilag, tehát a beruházást a szín katolikus község lakói teljesen önerőből bonyolították le. Az anyagi források összegyűjtésének nehézsége okozhatta, hogy az építkezés ezúttal is elhúzódott, a templom csak 1796-ban készült el teljesen.
Az épület akkori kinézetéről egy 1799-es feljegyzés tanúskodik, ebből tudható, hogy a Boldogságos Szűz tiszteletére szentelt, fatornyos templomnak „egy elhanyagolt gyóntatószéke és szószéke” volt, keresztelőkúttal még nem rendelkezett; hordozható oltárkővel volt felszerelve, ereklyéi nem voltak, s az Oltáriszentséget sem őrizték itt. Ugyanezen híradás szerint a templomnak két harangja volt, közülük a 100 font súlyú nagyharangot Budakeszi templomától, kisebb, 30 fontos párját pedig a földesúrtól vásárolta a közösség.

### Az első felújítások

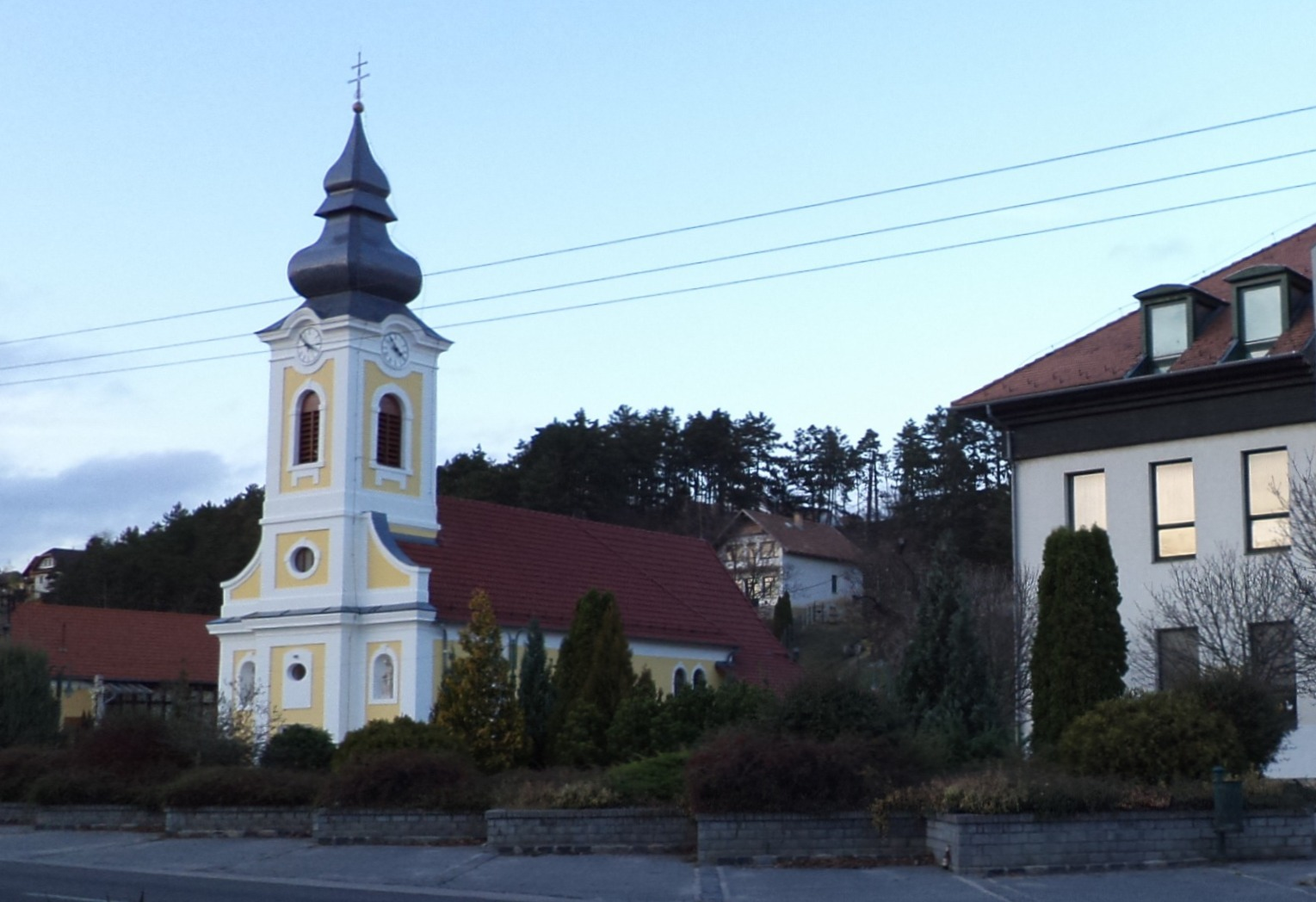
Pilisszentiván főtere a 2013-ban felújított templommal

A 19. század elején megkezdett felújítások közül az első a torony szilárd anyagból történő megépítését célozta, 1805-től. 1812-ben azért volt szükség némi helyreállításra, mert az akkor már három harang közül a legnagyobbik, 200 font súlyú harang leszakadt. E felújítások jól sikerülhettek, mert az 1817-es püspöki látogatás jegyzőkönyve kifejezett elégedettségről tanúskodik. Ugyanekkor a templomnak már orgonája is volt.
A következő nagyobb felújításra több mint húsz évvel később, Venisch Ferenc vörösvári plébánossága idején kellett sort keríteni, a legfontosabb feladat ekkor a tető helyreállítása volt a beázások miatt. A 19. század hátralévő részében a templomon lényegi változtatások nem történtek, az esetenkénti felújítások csak az állagmegóvást célozták. Kivételt képezett ez alól a század legutolsó éveiben lefolytatott mennyezetfelújítás, melynek során a korábbi stukatúr gerendák helyére acél és téglaépítésű gerendázat került, s a munkálatok ideje alatt az istentiszteletek egy lakatlan magánháznál voltak megtartva. [Később ez utóbbi épület lett a pilisszentiváni községháza.]

### A 20. században

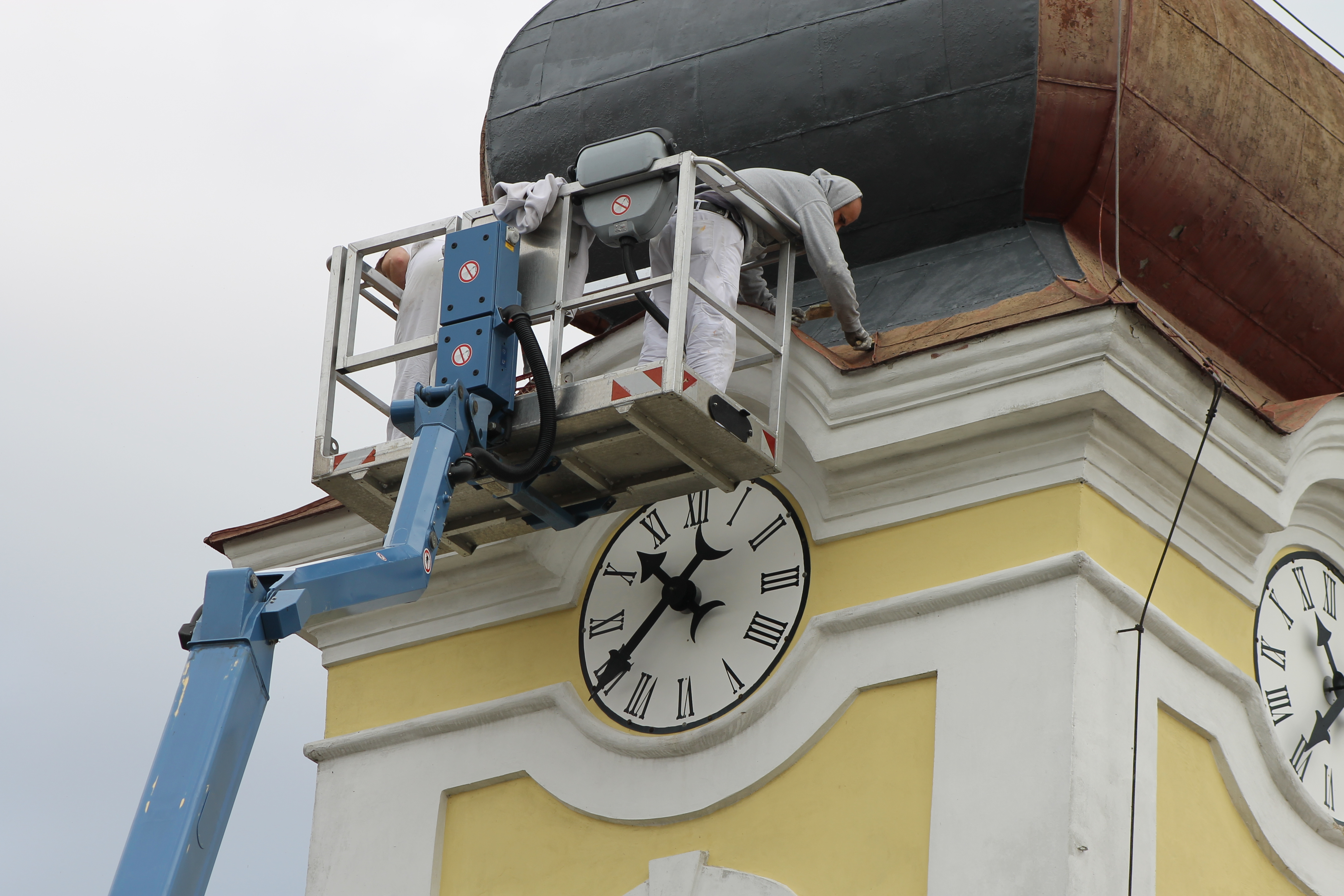
A toronysisak korrózióvédelmi felújítása 2013 őszén

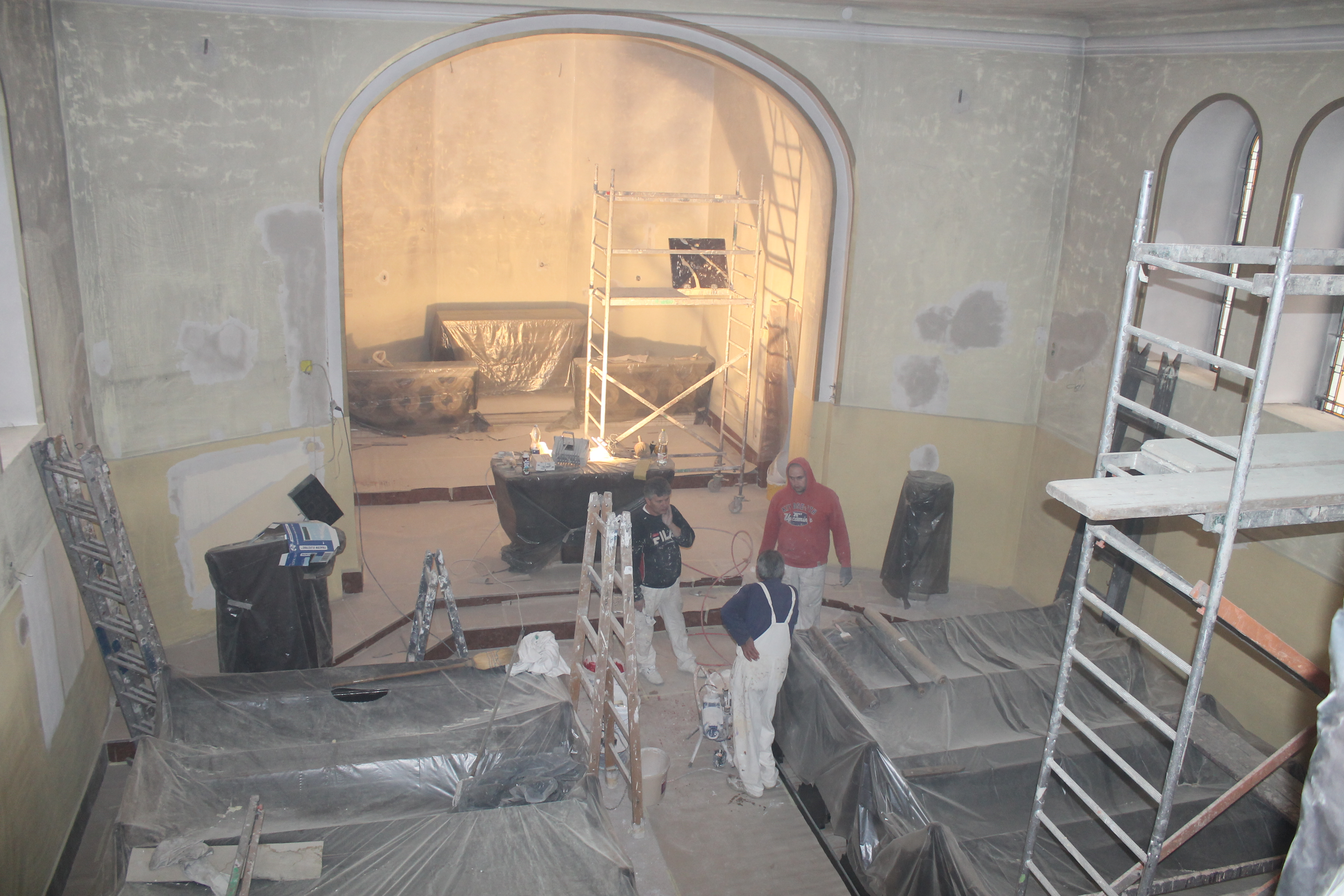
A templom belső tere a 2013-as felújítás idején

A szénbányászat megindulásával ugrásszerű növekedésnek indult a község lakosságszáma, és bár a máshonnan ide költözött bányászok nem mind voltak hitüket gyakorló katolikusok, egyre nyilvánvalóbbá vált, hogy a pilisszentiváni templomot bővíteni kell. Erre 1914-ben került sor, s az akkori átalakításokkal érte el a templom a jelenlegi méretét, illetve nyerte el mostani formáját. A munkálatok részét képezte a régi kórus újjáépítése, az ily módon használhatatlanná vált orgona lecserélése, és számos berendezési tárgy újrafestése is. Az első világháború lezárását követő évben, 1919-ben az egyházközség önálló plébániai jogkört kapott, ily módon a felújított és kibővített templom is plébániatemplomi státuszra emelkedett.
A legutolsó nagyobb, látványos és az épület szerkezetét is érintő átalakítás 1941-ben történt, amikor az összesen 9, addig négyszögletes alakú ablakot új, nagyobb és íves alakú ablakokra cserélték; az új, színes mintás üvegezésű ablakokat Zsellér Imre budapesti ablakfestő mester készítette. Néhány ezek közül pár évvel később, a második világháború alatti bombázások következtében megrongálódott, helyreállításukat Palka József üvegfestő vállalta és végezte el. Az előtérben, a bejárattól balkézre található lourdes-i barlang 1949-ben létesült; néhány évvel később, 1954-ben pedig ismét új orgonát kapott a templom.

## A templom berendezése
A pilisszentiváni templom berendezése viszonylag dísztelen, oltárképe nincs, csak egy oltárkeresztje; a belső teret ezen felül két nagy méretű festmény és néhány szobor díszíti.
- Az oltárkeresztet Tiberius Metzger helyi asztalosmester készítette és ajánlotta fel a templom számára, pontosan nem ismert időpontban, valamikor 1860 körül.[11][12]
- A templom két festménye Feszty Masa alkotása, mindkettő 1950-ben készült Roderburg Ernő plébános megrendelésére. A „Szűz Mária oltalma – templomunk felajánlása Szűz Máriának” című festmény eredetileg oltárképnek készült és 25 éven keresztül akként is használták; érdekessége, hogy a mellékalakokat az alkotó pilisszentiváni lakosokról mintázta. A másik kép a bányászok védőszentjét, Szent Borbálát ábrázolja. Ez utóbbi ma a szembemiséző oltár fölött, a másik pedig azzal átellenben, a templomhajó keleti oldalán helyezkedik el.
- A márványból készült szembemiséző oltár 1988 óta tartozik a templom berendezéséhez, készítője Peller József pilisvörösvári kőfaragó volt.
- A karzatra felvezető csigalépcső Rádler György és családja ajándéka volt a templom részére, a felajánlók 1981 húsvétján beépítve adták át az egyházközségnek a fából faragott és esztergályozott műtárgyat.

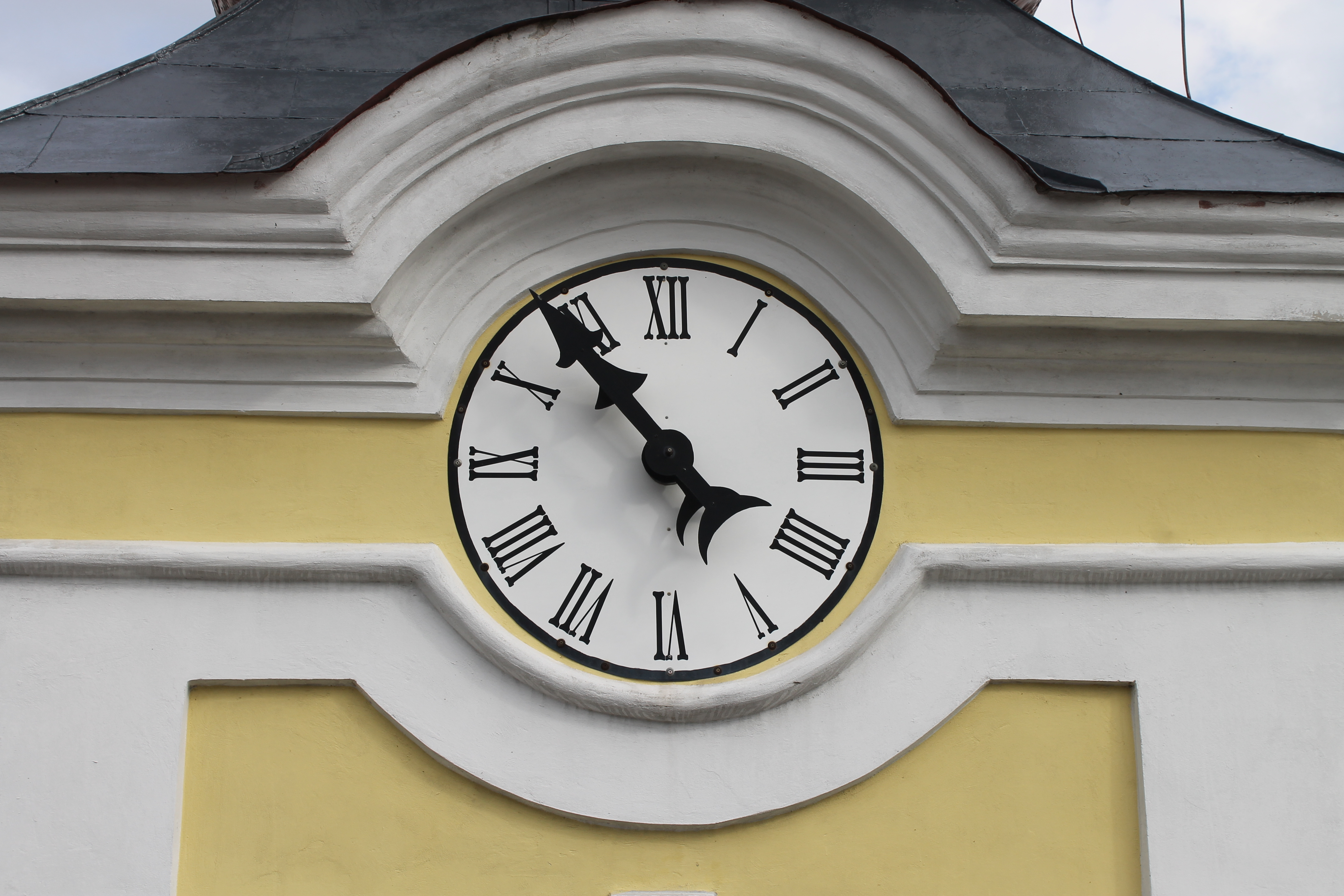
A toronyóra

- A templom jelenlegi, 10 regiszteres, mechanikus orgonája 1989-ben készült Váradi István budapesti orgonaépítő mester műhelyében.
- A toronyban négy harang található, ezek közül hármat 1922 és 1925 között öntöttek, míg a negyedik az 1665-ből származó, a falu határában 1838-ban talált lélekharang, amit a Nemzeti Kulturális Örökség Minisztériuma 2003-ban védett kulturális örökséggé nyilvánított.
- A jelenlegi toronyóra felszentelése 1999. december 31-én történt, a szertartást Ladocsi Gáspár püspök végezte.
- A homlokzat két fülkéjében, szimmetrikus elhelyezésben két szobor található, ezek Bicskei István alkotásai. A süttői fehér mészkőből készült szobrok egyike Szent Annát ábrázolja a gyermek Máriával, a másik pedig Szent Józsefet a kis Jézussal.

## A templom papjai

### Plébánosok

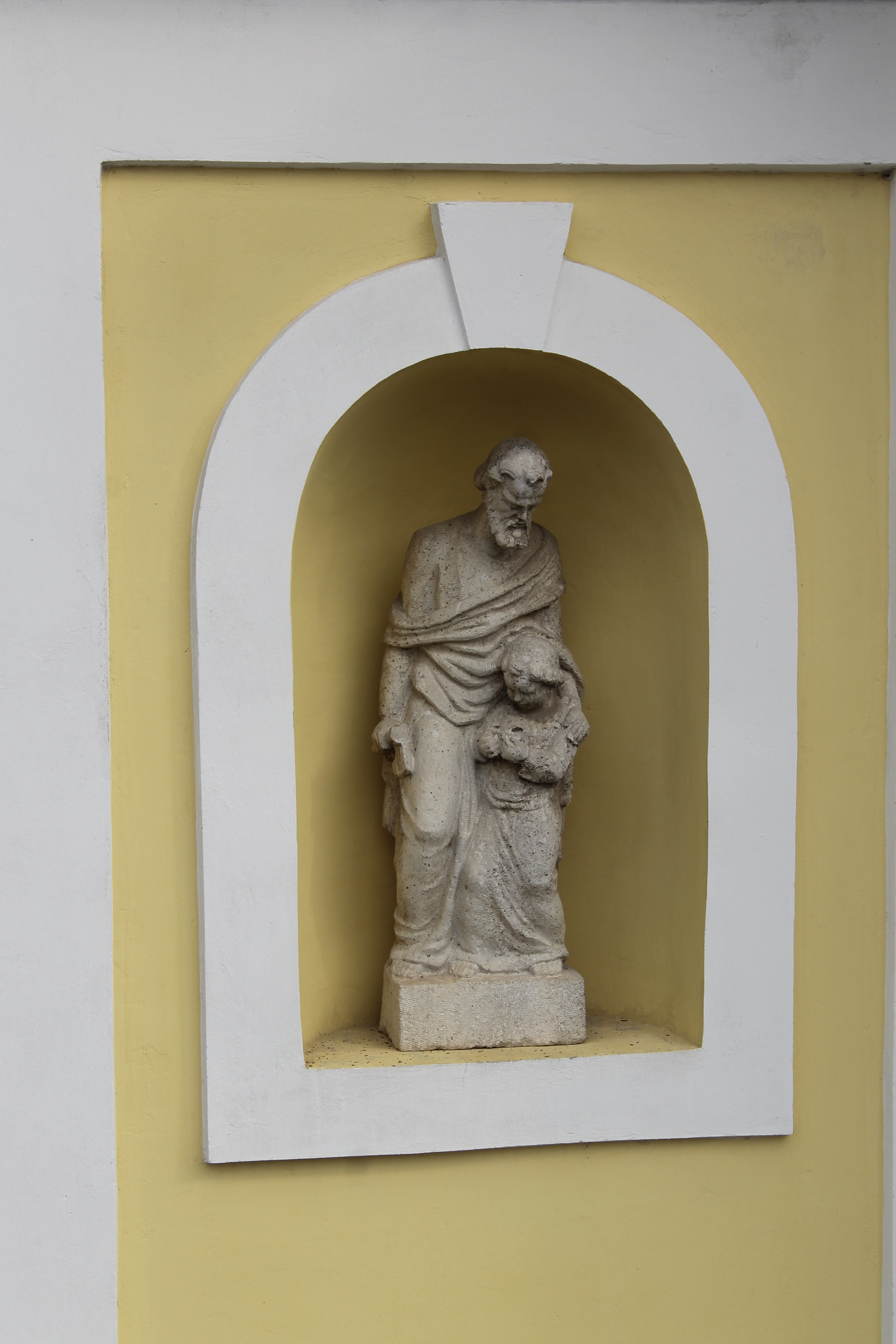
Szent József szobra

- 1919-ig: a templomot a pilisvörösvári plébánia plébánosa látta el.
- 1919–1922: Reichardt András
- 1922–1925: Nagy Ipoly
- 1925–1948: Kotzó Árpád
- 1948–1971: Roderburg Ernő[13]
- 1971–1983: Angeli András
- 1983–1995: Haut József
- 1995–2010: Balla Sándor
- 2010 (pár hónapig): Szabó Gyula
- 2010-től: a templomot a solymári plébánia plébánosa látja el.

(2010–2014: Kertész Péter
2014–2021: Kiss Csaba
2021-től: Szemere János)

### Káplánok
- 1959-1962: Harangozó Imre
- 1962-1968: Bajor Ernő
- 1968-1972: Réczés András
- 1972-1977: Horváth József
- 1977-1978: Gromon András[14]

## Képgaléria

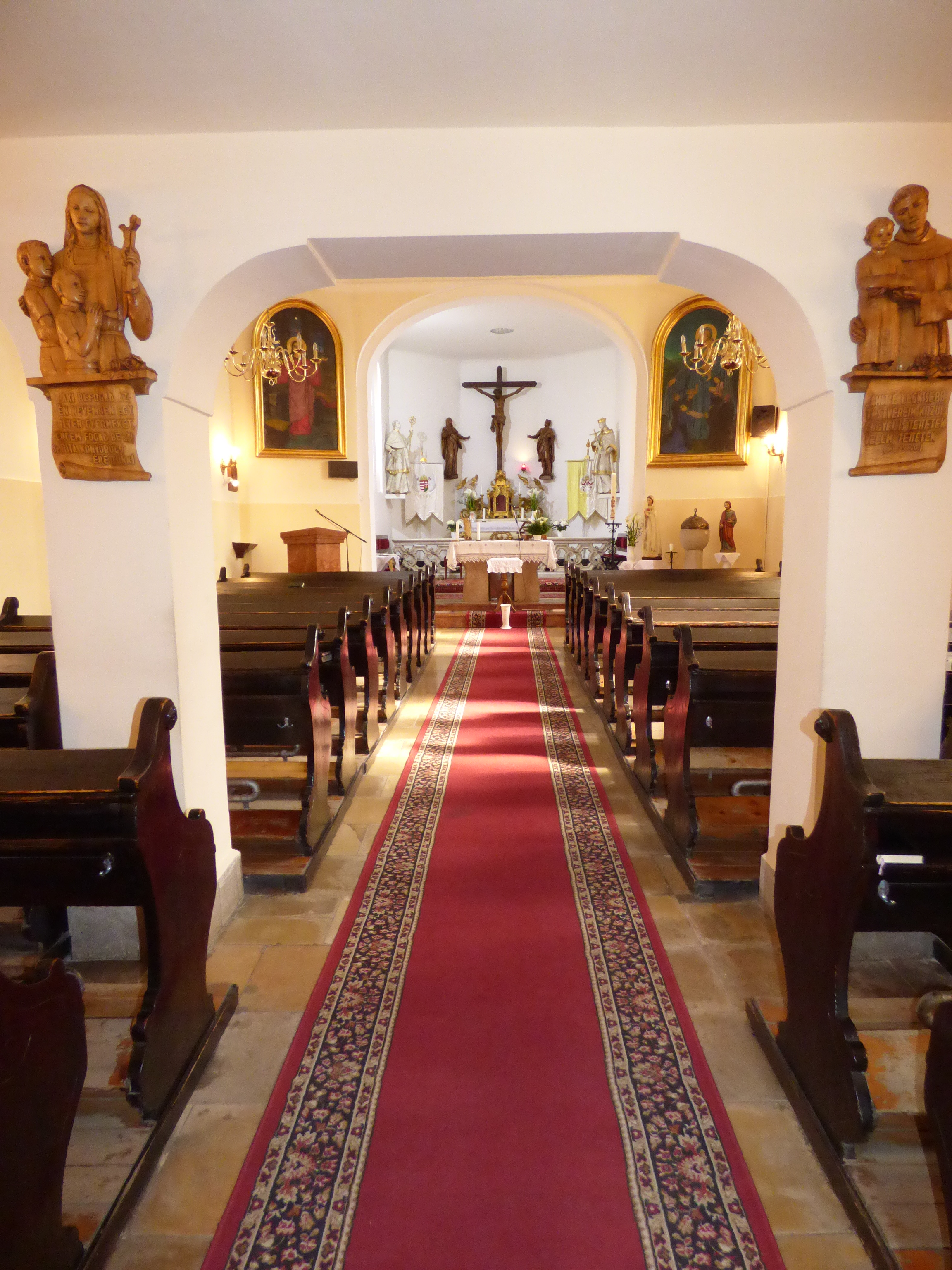
A templom belső tere a bejárat felől
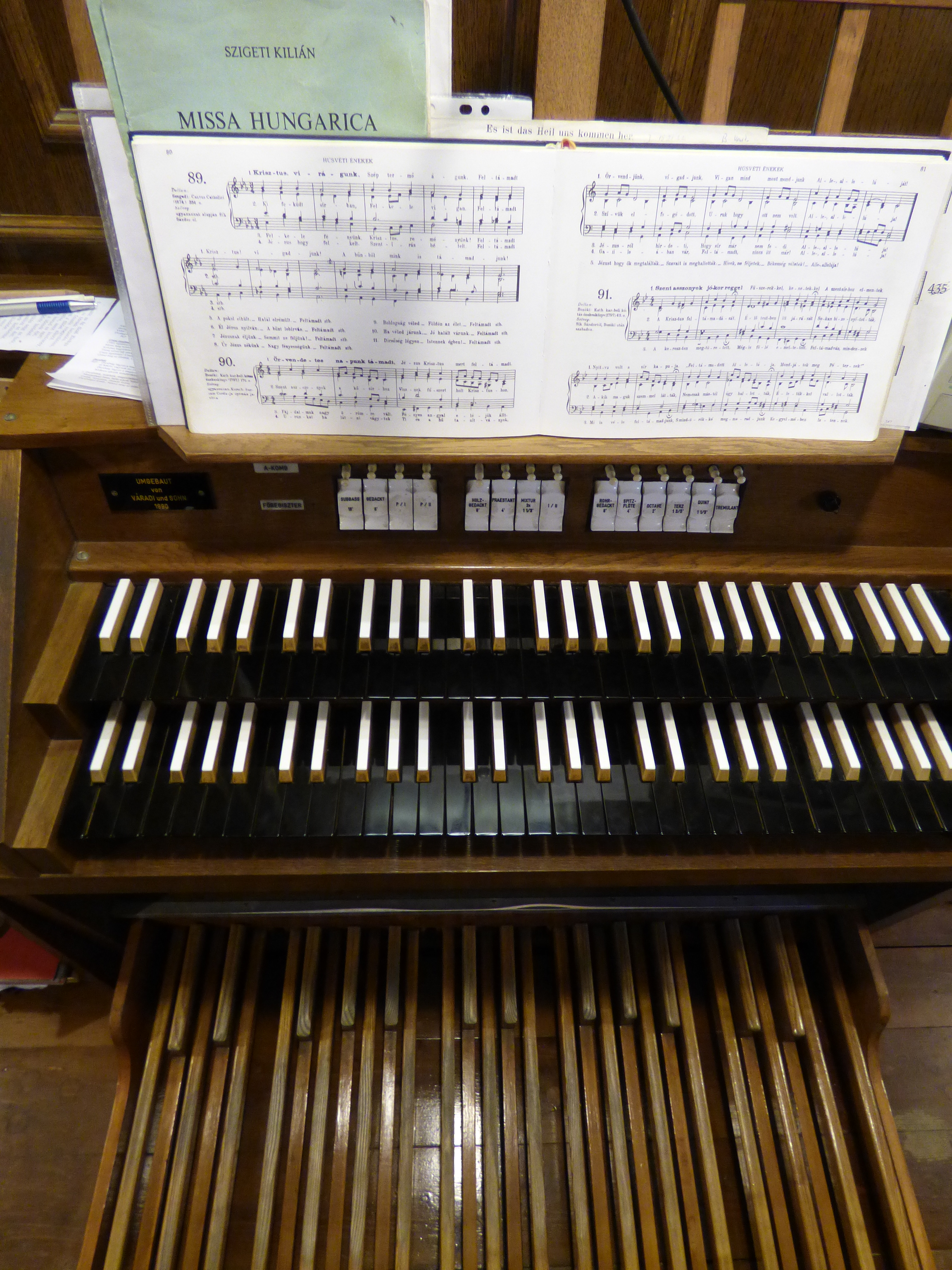
Az orgona manuálja
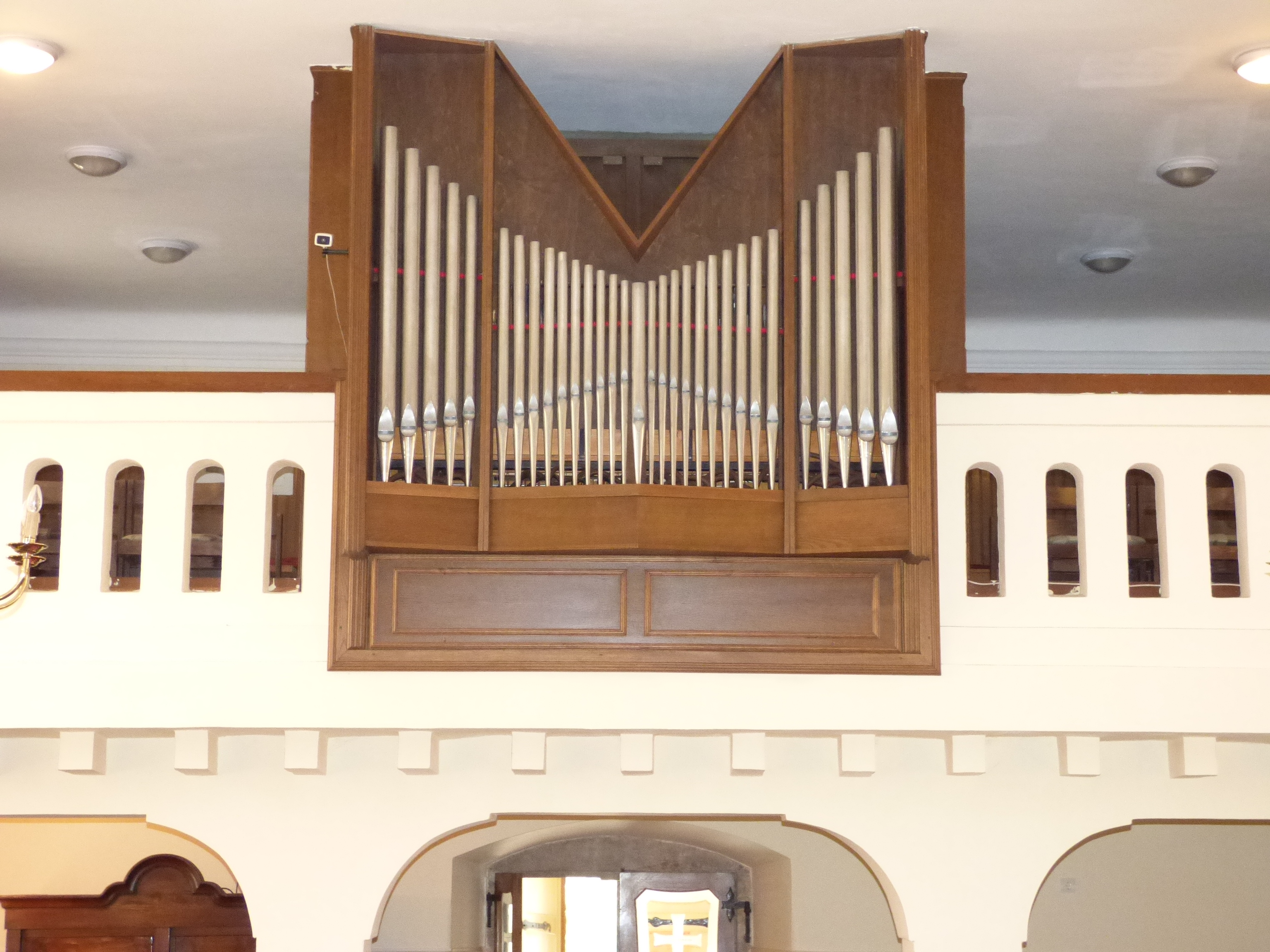
Az orgona a szakrális tér felől nézve